# Mimudea languidalis
Mimudea languidalis là một loài bướm đêm trong họ Crambidae.